# 동광초등학교 (충북)
동광초등학교는 대한민국 충청북도 보은군에 있는 공립 초등학교이다.

## 학교 연혁
- 1966.03.01 동광국민학교 설립인가
- 1966.06.03 동광국민학교 개교
- 2009.03.01 충청북도교육청지정 교원능력개발평가 선도학교 운영(2년간)

- 2013.03.01 2009 개정교육과정 연구학교 지정(2년간)
- 2016.03.01 교육부지정 안전교육 연구학교 운영(2년간)

- 2019.03.01 23학급 편성(특수학급 2학급 포함)

## 참고 자료
- 동광초등학교 - 한국교육학술정보원 학교알리미